# Verwaltungsgemeinschaft Weisendorf
Die Verwaltungsgemeinschaft Weisendorf im mittelfränkischen Landkreis Erlangen-Höchstadt wurde im Zuge der Gemeindegebietsreform am 1. Mai 1978 gegründet und zum 1. Januar 1980 bereits wieder aufgelöst.
Ihr gehörten die Marktgemeinde Weisendorf sowie die Gemeinden Aurachtal, Großenseebach, Heßdorf und Oberreichenbach an. Während Weisendorf wieder eine eigene Verwaltung als Einheitsgemeinde erhielt, bildeten ab 1. Januar 1980 die Gemeinden Aurachtal und Oberreichenbach die neu gegründete Verwaltungsgemeinschaft Aurachtal und die Gemeinden Heßdorf und Großenseebach die neue Verwaltungsgemeinschaft Heßdorf.
Sitz der Verwaltungsgemeinschaft war Weisendorf.